# Teatro Emperador Caltzontzin
El Teatro Emperador Caltzontzin es un auditorio y recinto teatral ubicado en la localidad mexicana de Pátzcuaro en el estado de Michoacán de Ocampo, México. El recinto destaca por su historia. El inmueble fue edificado  en el año de 1936 sobre lo que fue un antiguo ex convento del siglo XVII de la orden de los agustinos, que fue cedido al ayuntamiento local por el entonces presidente de México Lázaro Cárdenas del Río. Fue inaugurado el 1 de enero de 1938. El teatro se localiza junto a lo que fue un templo del conjunto agustino, que a su vez fue convertido en biblioteca pública.  
El inmueble es obra del arquitecto Alberto Le Duc y del ingeniero H. Gómez y está diseñado en estilo neobarroco. Fue nombrado “Teatro Emperador Caltzontzin” en homenaje a los antiguos dirigentes del pueblo purépecha originarios de la región.

## Historia
- Antecedentes

El lugar que ocupa actualmente el teatro, fue un antiguo convento de la Orden de San Agustín que se asentó en Pátzcuaro en el siglo XVI en la época de la conquista española. Los agustinos levantaron el convento e iglesia en la primera mitad del siglo XVII, bajo el mandato del prior fray Francisco de Villafuerte. En el año de 1832 el templo y convento fueron confiscados por el gobierno federal bajo la aplicación de las leyes de Reforma que imperaron en el país.  
En el año de 1882 el gobierno de Michoacán cedió el convento al Ayuntamiento de Pátzcuaro para que ahí estableciera la casa municipal, pero la obra no se llevó a cabo. Posteriormente se dividió el convento fraccionándose en 5 partes que fueron vendidas. Quedando solamente el templo y la parte anexa (espacio del convento donde se levantaría el teatro).
- Origen

En el año de 1936 el entonces presidente de México Lázaro Cárdenas del Río mando construir un “teatro de la ciudad” para Pátzcuaro. Y concedió al ayuntamiento el predio que quedaba del antiguo convento para que se edificara el teatro, reservándose el gobierno federal el derecho de propiedad.
La obra del teatro fue encomendada al arquitecto Alberto Le Duc y al ingeniero H. Gómez, siendo inaugurado el 1 de enero de 1938 nombrándose “Teatro Emperador Caltzontzin”. Ese mismo año se inauguró la Biblioteca Gertrudis Bocanegra en el interior del templo contiguo. 
En el año de 1939 el teatro fue arrendado por el gobierno federal a un patronato para el mantenimiento de un hospital de la ciudad. El arrendamiento sería por 25 años pero el patronato desistió de él en 1960. En 1961 el entonces presidente de México  Adolfo López Mateos decide renovar el arrendamiento al patronato que lo administraba. Actualmente el recinto depende del ayuntamiento de la ciudad. 
- Actualidad

En nuestros días en el Teatro Emperador Caltzontzin se llevan a cabo diversas presentaciones artísticas, conferencias y funciones de cine. Asimismo anualmente el recinto recibe extensiones de eventos culturales como el Festival Internacional de Cine de Morelia y el Festival Internacional de Música de Morelia.
de 2012 a 2014 se convirtió en la sede de Morbido Film Fest. Desde 2020 se convirtió en la sede del FERATUM FILM FEST, Festival Internacional de Cine Fantástico  el cual se realiza cada año en el mes de noviembre.

## Descripción arquitectónica

### El exterior
El exterior que es de estilo neobarroco presenta elementos de la arquitectura típica de Pátzcuaro, que se destaca por elementos en cantería labrada, madera tallada, y techos de teja. La fachada en su parte central presenta dos niveles de arquería, con tres arcos de medio punto elaborados en cantera en cada piso. En la parte baja se ubican tres puertas de acceso. Alternado a la arquería, se ubican torres en forma de cubo de dos niveles, que presentan puertas y ventanas con marcos de cantera tallada. Todo el inmueble luce cubierta de teja de barro.

### El interior
Ingresando por la arcada que sirve de portal, se encuentra un pequeño vestíbulo antes de la sala de funciones, el cual presenta las puertas de acceso y escaleras hacia el segundo nivel. 
En el interior la sala de funciones es de mediano tamaño y está dispuesta en forma cuadrangular, tiene una capacidad para 530 personas sentadas. La sala en sus paredes laterales presenta murales pintados con temática sobre la historia prehispánica y conquista de la región.  El escenario que es de tipo italiano y con piso de madera, ostenta un gran arco que le sirve de marco, cuenta con pantalla de cine.  El techo de la sala que es de superficie plana, presenta en el centro un medallón con la forma de una “batea de Pátzcuaro” artesanía típica de la región.